# Vaşa
Vaşa è un comune dell'Azerbaigian situato nel distretto di İsmayıllı. Conta una popolazione di 165 abitanti.